# Never Ending Story
«Never Ending Story» — промосингл симфоник-метал-группы Within Temptation с их второго студийного альбома Mother Earth. Сингл был издан в качестве промо для концертного DVD Mother Earth Tour.

## Видео
Видеоклип «Never Ending Story» представляет собой нарезку из концертных съёмок Within Temptation, сделанных во время гастрольного тура Mother Earth, многое из записей вошло в одноимённый DVD.

## Список композиций
1. «Never Ending Story» (Radio Edit) (3:30)
2. «Never Ending Story» (Extended Version) (4:01)